# 片山加奈
片山 加奈（かたやま かな、1985年7月27日 - )は、日本の女性声優。アクセント所属。埼玉県さいたま市出身。

## 人物
シャイン9期生。
趣味はサバゲー、ゲーム、美味しいもの食べること。特技は口笛、着付け。

## 出演

### テレビアニメ
2010年
- スーパーロボット大戦OG -ジ・インスペクター-（オペレーター） 
- ひだまりスケッチ×☆☆☆（皆口先生、女子A）
- ひだまりスケッチ×☆☆☆ 特別編（まなみん）

2012年
- ひだまりスケッチ×ハニカム（皆口先生）

2015年
- 銀魂°（カップル女）

### Webアニメ
- コタローは1人暮らし（2022年、婦人）

### 吹き替え
- 愛だと言って（カン・ミニョン）
- アイリッシュ・ウィッシュ
- 悪魔のいけにえ2（リク女）
- インデペンデンス・デイ: リサージェンス（フィリックス）
- シー・ハルク:ザ・アトーニー
- シカゴ・ファイア（ステラ・キッド）
- ペンタゴン・ペーパーズ/最高機密文書（リズ・ハイルトン）
- ペントハウス（シム・スリョン、演：イ・ジア）シーズン1～3

### BLCD
- 不遜で野蛮（アナウンス）[1]

### CM
- タカラトミー：ピンキッシュ クリアネイルサロン[1]
- ニンテンドーDS用ゲームソフト：nicola監修 モデル☆おしゃれオーディション[1]